# Guîtres
 Guîtres  es una población y comuna francesa, situada en la región de Aquitania, departamento de Gironda, en el distrito de Libourne y cantón de Guîtres.

## Demografía
| 1242 | 1279 | 1357 | 1377 | 1403 | 1478 |
| Para los censos de 1962 a 1999 la población legal corresponde a la población sin duplicidades (Fuente: INSEE [Consultar]) |      |      |      |      |      |